# کچل‌آباد (نیر)
کچل‌آباد یک منطقهٔ مسکونی در ایران است که در دهستان یورتچی شرقی واقع شده‌است. براساس سرشماری مرکز آمار ایران در سال ۱۳۹۵، این روستا کمتر از سه خانوار جمعیت داشته‌است.